# Darazo
Darazo es una localidad del estado de Bauchi, en Nigeria, con una población estimada en marzo de 2016 de 351 200 habitantes.
Se encuentra ubicada al norte del país, en la región geográfica del Sudán.